# Czesław Kastelik
Czesław Kastelik (ur. 15 lipca 1939 w Rychwałdzie, zm. 3 czerwca 2016) – polski działacz spółdzielczy i polityk, poseł na Sejm kontraktowy (1989–1991).

## Życiorys
W 1980 ukończył studia na Wydziale Prawa i Administracji Uniwersytetu Jagiellońskiego, uzyskując tytuł zawodowy magistra prawa. Związany zawodowo z Żywcem, w okresie 1961–1968 był pracownikiem Państwowego Związku Gminnych Spółdzielni „Samopomoc Chłopska”, następnie przez dwa lata wiceprezesem Spółdzielczej Hurtowni Międzypowiatowej „Samopomoc Chłopska”. W 1970 został zastępcą dyrektora Miejskiego Handlu Detalicznego, w 1972 dyrektorem Domu Towarowego „Centrum”. Od 1979 zajmował stanowisko zastępcy dyrektora ds. handlu Wojewódzkiego Przedsiębiorstwa Handlu Wewnętrznego w Bielsku-Białej, a od 1981 był dyrektorem tego przedsiębiorstwa.
W 1989 uzyskał mandat posła na Sejm kontraktowy. Został wybrany w okręgu andrychowskim z puli Polskiej Zjednoczonej Partii Robotniczej. Na koniec kadencji należał do Parlamentarnego Klubu Lewicy Demokratycznej, był członkiem Komisji Handlu i Usług oraz Komisji Ustawodawczej.
W 1983 odznaczony Złotym Krzyżem Zasługi.
Pochowany na cmentarzu Przemienienia Pańskiego w Żywcu.